# Marlow (Alabama)
Marlow es un área no incorporada en el condado de Baldwin, Alabama, Estados Unidos.

## Historia
La comunidad recibe su nombre en honor a una iglesia metodista local. Una oficina de correos operó bajo el nombre de Marlow desde 1887 hasta 1909.
Marlow es el antiguo emplazamiento de Ferry Marlow. El ferry fue utilizado por Andrew Jackson y sus tropas durante la Guerra anglo-estadounidense de 1812 y por el Ejército de la Unión durante la Guerra de Secesión. El ferry cruzó el río Fish y fue un punto de origen para los productos que se dirigían a Mobile.